# كنيسة سانت أوجيني
كنيسة سانت أوجيني هي أقدم كنيسة في مدينة بورسعيد، مصر. بنيت الكنيسة في عام 1890 على أنقاض كنيسة قديمة كانت مشيدة من الخشب في عام 1867. بنيت على قطعة أرض تنازلت عنها شركة قناة السويس إلى الآباء الفرنسيسكان لبناء الكنيسة عليها، الكنيسة مشيدة على الطراز الأوروبى والذى يجمع بين عناصر الطراز الكلاسيكى وطراز عصر النهضة المستحدث، وتتميز واجهاتها بالضخامة والارتفاع، وهى مبنية من الحجر والآجر، بينما نفذت أرضيات أروقتها الثلاثة من الرخام.كما تتميز تلك الكنيسة بعناصرها الزخرفية المتأثرة إلى حد كبير بالطراز الكلاسيكى المستحدث وطراز عصر النهضة الجديد. وفي عام 2015 صدر قرار بتسجيلها ضمن سلسلة الآثار الإسلامية والقبطية، بناءً على قانون حماية الآثار الصادر بالقانون رقم 117 لسنة 1983.